# NGC 3777
NGC 3777 ist eine Balken-Spiralgalaxie vom Hubble-Typ Sab im Sternbild Becher am Südsternhimmel. Sie ist schätzungsweise 182 Millionen Lichtjahre von der Milchstraße entfernt.
Das Objekt wurde am 26. Februar 1886 von Francis Preserved Leavenworth entdeckt.